# Javier Lozano Barragan
Pour les articles homonymes, voir Barragan.
Javier Lozano Barragan, né le 26 janvier 1933 à Toluca au Mexique et mort le 20 avril 2022 à Rome en Italie, est un cardinal mexicain de l'Église catholique romaine, président émérite du Conseil pontifical pour la pastorale des services de la santé de 1997 à 2009.

## Biographie

### Formation
Il est titulaire d'un doctorat en théologie dogmatique de l'université pontificale grégorienne et a été ordonné prêtre le 30 octobre 1955 par le cardinal Carlo Confalonieri.

### Prêtre
Il a consacré l'essentiel de son ministère à l'enseignement, comme professeur de théologie dogmatique et d'histoire de la philosophie au séminaire de Zamora.
Il a aussi présidé la Société théologique mexicaine et dirigé l'Institut pastoral théologique de la Conseil épiscopal latino-américain (CELAM).

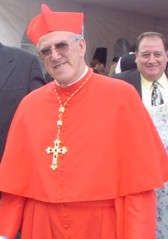

### Évêque
Nommé évêque auxiliaire de Mexico le 5 juin 1979, il a été consacré le 15 août suivant par le cardinal Ernesto Corripio y Ahumada. En 1984, il devient évêque de Zacatecas, avant d'être appelé à Rome le 7 janvier 1997 comme Président du Conseil pontifical pour la pastorale des services de la santé.
Il se retire le 18 avril 2009, ayant dépassé la limite d'âge.

### Cardinal
Lors du consistoire du 21 octobre 2003, il est créé cardinal par Jean-Paul II avec le titre de cardinal-diacre de S. Michele Arcangelo.
Il participe au conclave de 2005 qui voit l'élection du pape Benoît XVI. Atteint par la limite d'âge le 26 janvier 2013, il ne peut pas prendre part aux votes du conclave de 2013 qui élit le pape François.
Au sein de la curie romaine, il est membre de la Congrégation des évêques, de la Congrégation pour l'évangélisation des peuples, de la Congrégation pour les causes des saints et de la Commission pontificale pour l'Amérique latine.
Le 12 juin 2014, il est élevé à l'ordre des cardinaux-prêtres, en recevant la Paroisse Sainte Dorothée.
Il meurt le 20 avril 2022 à Rome à l'âge de 89 ans.